# Saint-Aubin-sur-Gaillon
Saint-Aubin-sur-Gaillon – miejscowość i gmina we Francji, w regionie Normandia, w departamencie Eure.
Według danych na rok 1990 gminę zamieszkiwało 1249 osób, a gęstość zaludnienia wynosiła 64 osoby/km² (wśród 1421 gmin Górnej Normandii Saint-Aubin-sur-Gaillon plasuje się na 175 miejscu pod względem liczby ludności, natomiast pod względem powierzchni na miejscu 60).